# Kod z powrotem do zera

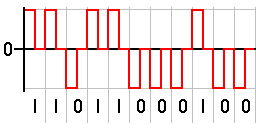
Binarny sygnał zakodowany kodem RZ

Kod z powrotem do zera (ang. return to zero, RZ) – kod transmisyjny stosowany w telekomunikacji, w których sygnał przekazuje się przez nadajnik, którego stan może przyjmować trzy poziomy wartości (symbole transmisji, mogą być ogólnie określane jako +1, 0 i -1). W trakcie nadawania w każdym bicie sygnał wraca do zera. Sygnał jest samotaktujący. Oznacza to że nie potrzeba transmitowania sygnału zegara, ale powoduje też, że wykorzystane jest dwukrotnie szersze pasmo niż w przypadku kodu NRZ.
"Zero" pomiędzy impulsami jest stanem neutralnym lub spoczynkowym, tak jak zerowa amplituda w impulsowej modulacji amplitudy (PAM), zerowa faza w modulacji PSK albo środkowa częstotliwość w modulacji FSK. Ten stan "zera" znajduje się zazwyczaj w połowie odległości między stanem określającym binarną '1' a stanem określającym binarne '0'.
Kod RZ posiada składową stałą, która jest rezultatem długich ciągów '1' lub '0'.

## Kodowanie unipolarne RZ (dwupoziomowe RZ)

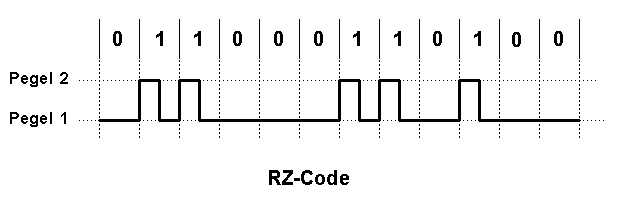
Dwupoziomowe RZ

Odmianą kodowania RZ jest kodowanie unipolarne (dwupoziomowe) z powrotem do zera. W kodowaniu tym jedynka bitowa jest kodowana tak jak w RZ, a zero nie generuje impulsu. Zaletą systemu jest to, że tylko dwie wartości poziomu (+1 i 0) są potrzebne jako symbole i dlatego kodowanie to łatwo zrealizować w konwencjonalnych układach cyfrowych. Wadą jest to, że wysyłanie długich ciągów bitów zerowych,  nie zmienia sygnału, a zatem synchronizacja odbiornika jest niemożliwa.
Rozwiązaniem problemu synchronizacji jest na przykład przesyłanie bitów startu i stopu lub kodowanie sygnału, by nie miał długich ciągów zer.

## Kod z powrotem do zera w telekomunikacji światłowodowej
W komunikacji światłowodowej kodowanie RZ realizuje się „transmitując” '0' przez wyłączenie światła, zaś '1' przez włączenie światła na krótką chwilę i wyłączenie na resztę czasu trwania bitu.
Tak jak kod NRZI, optyczny kod z powrotem do zera jest samotaktujący jeśli '1' pojawiają się wystarczająco często – długie ciągi '0' mogą spowodować utratę synchronizacji.
Zaletą optycznego kodu RZ w porównaniu do prostszego kodu NRZ (gdzie długie ciągi '1' nie wymagają wyłączania światła) jest to że typowe diody LED mogą rozpraszać przez krótkie chwile dużą moc, która mogłaby je przegrzać lub zniszczyć, gdyby była wytwarzana ciągle.
Odmianą optycznego kodu RZ jest kod z powrotem do zera z wytłumioną nośną (Carrier Suppressed Return-to-Zero, CS-RZ). W łączach o wysokiej szybkości okresowe odwracanie optycznej fazy impulsów wytłumia nośną. Sygnał CS-RZ jest odbierany dekoderem RZ – impuls światła niezależnie od fazy dekoduje jako '1', a każdy dłuższy brak impulsu jako '0'.

## Odwrócony kod z powrotem do zera (Return-to-Zero Inverted)
Odwrócony kod z powrotem do zera (Return to Zero Inverted RZI) Dwupoziomowy system kodowania, w którym bit bity koduje się odwrotnie niż w dwupoziomowym kodowaniu z powrotem do zera. Bit o wartości 0 jest kodowany impulsem sygnału z powrotem do zera po części czasu kodowania bitu, a o wartości '1' nie generuje impulsu. Kod ten jest używany (z impulsem długości 3/16 czasu trwania bitu) w komunikacji IrDA, synchronizację zapewnia nadawanie przed każdym bajtem, bitu startu o wartości 0 oraz bitu stopu o wartości 1.